# Ciboria amentacea
Ciboria amentacea är en svampart som först beskrevs av Giovanni Battista Balbis, och fick sitt nu gällande namn av Karl Wilhelm Gottlieb Leopold Fuckel 1870. Ciboria amentacea ingår i släktet Ciboria och familjen Sclerotiniaceae.  Arten är reproducerande i Sverige. Inga underarter finns listade i Catalogue of Life.